# گونزالو گوردون
گونزالو گوردون (انگلیسی: Pipa؛ زادهٔ ۲۶ ژانویهٔ ۱۹۹۸) بازیکن فوتبال اهل اسپانیا است که به صورت قرضی از لودوگورتس رازگراد بلغارستان در پست مدافع راست برای وست برومویچ آلبیون بازی می‌کند. 
وی همچنین در تیم‌های ملی فوتبال زیر ۱۹ سال اسپانیا، زیر ۲۰ سال اسپانیا، و زیر ۲۱ سال اسپانیا بازی کرده‌است.